# کیدادا جونز
کیدادا آن جونز (به انگلیسی: Kidada Ann Jones) بازیگر، مدل و طراح مد آمریکایی است. جونز به عنوان طراح برای شرکت والت دیزنی کار می‌کند، جایی که او خط تولیدی به نام «کیدادا» برای مد و لباس دیزنی دارد. جونز دختر کوئینسی جونز تهیه‌کننده موسیقی و پگی لیپتون بازیگر است.
(‎/kɪˈdɑːdə/‎ kih-DAH-də؛